# Flexmail
Flexmail is een Belgisch technologiebedrijf dat e-mailmarketingsoftware ontwikkelt. Het werd opgericht in 2011 en heeft zijn hoofdzetel in Genk, België. Sinds de oprichting legt het bedrijf zich toe op het ontwikkelen van digitale oplossingen voor e-mailcommunicatie, met eigen software die in-house wordt gebouwd en beheerd.
In 2015 werd Flexmail overgenomen door team.blue, een Europese technologiegroep die actief is in meer dan 15 landen. Team.blue bundelt een reeks bedrijven in domeinregistratie, hosting en digitale communicatie, waaronder Combell, TransIP, Vimexx, Easyhost, Register.it en Webnode. De overname van Flexmail past binnen de strategie van team.blue om hun aanbod op het vlak van marketingtechnologie uit te breiden.